# Вулиці Чорткова
Станом на 26 червня 2014 року в Чорткові є 2 площі, 150 вулиць та 5 провулків.

## Майдани, площі
| Назва за абеткою   | Розташування (мікрорайон) | Сучасна офіційна назва | Радянська назва (1939—1941, 1944—1991) | За Польщі (1920—1939) | За Австро-Угорщини (1867—1918) | Відомості | Фото |
| ------------------ | ------------------------- | ---------------------- | -------------------------------------- | --------------------- | ------------------------------ | --------- | ---- |
| Героїв Євромайдану | Центр                     |                        |                                        |                       |                                |           |      |
| Ринок              | Центр                     |                        |                                        |                       |                                |           |      |

## Вулиці
| Назва за абеткою                   | Розташування (мікрорайон) | Сучасна офіційна назва             | Радянська назва (1939—1941, 1944—1991) | За Польщі (1920—1939) | За Австро-Угорщини (1867—1918) | Відомості | Фото |
| ---------------------------------- | ------------------------- | ---------------------------------- | -------------------------------------- | --------------------- | ------------------------------ | --- | ---- |
| 16 липня                           | Кадуб                     | 16 липня                           |                                        |                       |                                | |      |
| 16 липня бічна                     | Кадуб                     | 16 липня бічна                     |                                        |                       |                                | |      |
| Антонича                           | Кадуб                     | Богдана-Ігоря Антонича             |                                        |                       |                                | |      |
| Аптечна                            | Центр                     | Аптечна                            |                                        |                       |                                | |      |
| Байди-Вишневецького                | Синяково                  | Дмитра Байди-Вишневецького         |                                        |                       |                                | |      |
| Бандери                            | Центр                     | Степана Бандери                    |                                        | Січна, Міцкевича      |                                | |      |
| Барвінського                       | Кадуб                     | Олександра Барвінського            |                                        |                       |                                | |      |
| Бердо                              | Бердо                     | Бердо                              |                                        |                       |                                | |      |
| Березовського                      | Кадуб                     | Максима Березовського              |                                        |                       |                                | |      |
| Білецька                           | Залізничний               | Білецька                           |                                        |                       |                                | Починається від вулиці Залізничної. Колишня вулиця Маяковського, Святого Яна, Водянна — одна з найдавніших вулиць Долішньої Вигнанки. Як Водянна, відома вже на початку XVII століття. Названа вулицею Святого Яна у 1783 році на честь старшого брата останнього власника міста Героніма Садовського, який називався Іваном. У післявоєнні роки радянська влада вулицю перейменувала на Маяковського, якою вона була до 1992 року. Установи: ДП «Чортківський комбінат хлібопродуктів», вул. Білецька, 2-А. |      |
| Вільшана                           | Залізничний               | Вільшана                           |                                        |                       |                                | |      |
| Вітовського                        | Калічівка                 | Дмитра Вітовського                 |                                        |                       |                                | |      |
| Вітовського бічна                  | Калічівка                 | Дмитра Вітовського бічна           |                                        |                       |                                | |      |
| Богуна                             | Кадуб                     | Івана Богуна                       |                                        |                       |                                | |      |
| Броварова                          | Залізничний               | Броварова                          |                                        |                       |                                | Починається від вулиці Січових Стрільців і продовжуються вулицею Середньою. Попередня назва вулиці — Кушнірська. Назву Броварова отримала з 1856 року, після того, як у 1852 році тут заснували броварню. В радянські часи — Лєрмонтова. Нині — знову Броварова. |      |
| Бучацька                           |                           | Бучацька                           |                                        |                       |                                | |      |
| Бучацька бічна                     | Кадуб                     | Бучацька бічна                     |                                        |                       |                                | |      |
| Вербицького                        | Кадуб                     | Михайла Вербицького                |                                        |                       |                                | |      |
| Вербова                            | Центр                     | Вербова                            |                                        |                       |                                | |      |
| Весняна                            | Калічівка                 | Весняна                            |                                        |                       |                                | |      |
| Вигнанська                         | Залізничний               | Вигнанська                         |                                        |                       |                                | |      |
| Виговського                        | Калічівка                 | Івана Виговського                  |                                        |                       |                                | |      |
| Вишнева                            | Калічівка                 | Вишнева                            |                                        |                       |                                | |      |
| Водна                              | Центр                     | Водна                              |                                        |                       |                                | |      |
| Вокзальна                          | Залізничний               | Вокзальна                          |                                        |                       |                                | Починається від вулиці Білецької. Виникла наприкінці позаминулого століття разом з побудовою тут залізниці і станції. В австрійські часи перші її будинки, невеликі за розмірами, входили до так званої «Станційної» вулиці. А в польський період, тобто 1920—30-і роки, коли було завершено будівництво багатоквартирних житлових будинків для працівників залізничних служб, ця вулиця дістала назву Колонії колійової. З 1945 року називається вулиця Вокзальна. Установи: Залізнична станція «Чортків», вул. Залізнична, 3. |      |
| Генерал-майора Сергія Кульчицького | Калічівка                 | Генерал-майора Сергія Кульчицького |                                        |                       |                                | До 2022 — вулиця Юрія Гагаріна |      |
| Галицька                           | Центр                     | Галицька                           |                                        |                       |                                | |      |
| Гірська                            | Кадуб                     | Гірська                            |                                        |                       |                                | |      |
| Глибока                            | Центр                     | Глибока                            |                                        |                       |                                | |      |
| Глуха                              | Центр                     | Глуха                              |                                        |                       |                                | |      |
| Гніздовського                      | Кадуб                     | Якова Гніздовського                |                                        |                       |                                | |      |
| Гоголя                             | Центр                     | Миколи Гоголя                      |                                        |                       |                                | |      |
| Гончара                            | Центр                     | Олеся Гончара                      |                                        |                       |                                | Починається від вулиці Млинарської. Колишня вулиця Різницька. Названа так ще в 1725 році, коли організувався тут цех різників. Вони мали свої магазини — ятки, які пізніше були зосереджені в новозбудованому міському базарі. А на вулиці Різницькій була залишена тільки міська «різня» — бойня. У післявоєнні роки її перейменували у вулицю Чехова, а згодом отримала теперішню назву. Установи: Чортківський комбінат комунальних підприємств, вул. Олеся Гончара, 21. Чортківський міський комунальний ринок, вул. Олеся Гончара, 6а                                                                                                  |      |
| Горбачевського                     | Центр                     | Антона Горбачевського              |                                        |                       |                                | |      |
| Гранична                           | Калічівка                 | Гранична                           |                                        |                       |                                | |      |
| Гранична бічна                     | Калічівка                 | Бічна Гранична                     |                                        |                       |                                | |      |
| Гранична Нова                      | Калічівка                 | Гранична Нова                      |                                        |                       |                                | |      |
| Грушевського                       | Центр                     | Михайла Грушевського               |                                        |                       |                                | Починається від вулиці Тараса Шевченка і продовжується вулицею Водною. Старі її назви — Болотниста і Свердлова. Вибудувана вона на Старому Чорткові. Болотнистою називалася дуже давно ще з 1698 року, коли тільки почали люди там поселятися. Жили тоді на ній два спеціалісти-ремісники, які робили вози, сани, брички, дерев'яні плуги, сохи, ярмо для волів, колеса і т. д. Був створений там і їхній цех. Саме з цеху стельмахів з'явилася така назва вулиці, очевидно тому, що ремісникам — членам цеху, було дуже важко транспортувати свій товар через постійне болото на дорозі.                                                   |      |
| Джерельна                          | Бердо                     | Джерельна                          |                                        |                       |                                | |      |
| Довбуша                            | Кадуб                     | Олекси Довбуша                     |                                        |                       |                                | |      |
| Дорошенка                          | Центр                     | Петра Дорошенка                    |                                        |                       |                                | |      |
| Драгоманова                        | Центр                     | Михайла Драгоманова                |                                        |                       |                                | |      |
| Заводська                          | Кадуб                     | Заводська                          |                                        |                       |                                | |      |
| Залізнична                         | Залізничний               | Залізнична                         | Сталіна, Ломоносова                    |                       |                                | Починається від вулиці Степана Бандери і продовжується Вокзальною. Свого часу називалася Колійовою. Зараз — Залізнична. Архітектура: пам'ятки архітектури місцевого значення: Гуртожиток с/г ремісників (мур.), охоронний номер 1754 — вул. Залізнична, 10; пам'ятки архітектури національного значення: Церква Вознесіння Господнього, охоронний номер 684 — вул. Залізнична, 38. Установи. Теперішні: Чортківська загальноосвітня школа № 6, вул. Залізнична, 10. Колишні: Чортківська міська бібліотека для дітей, вул. Залізнична, 35. Транспорт: Маршрутні таксі № 3, 4, 8, 10.                                                        |      |
| Замкова                            | Залізничний               | Замкова                            |                                        |                       |                                | Починається від вулиці Стрімкої. Одна з найдавніших вулиць міста, колишньої Долішньої Вигнанки. Дістала цю назву ще у 1940-х роках XIX століття й зберегла її до наших днів.. Пам'ятки: Чортківський замок. |      |
| Зелена                             | Центр                     | Зелена                             |                                        |                       |                                | |      |
| Золотарка                          | Кадуб                     | Золотарка                          |                                        |                       |                                | |      |
| Івасюка                            | Калічівка                 | Володимира Івасюка                 |                                        |                       |                                | |      |
| Каденюка                           | Кадуб                     | Леоніда Каденюка                   |                                        |                       |                                | |      |
| Карабіневича                       | Центр                     | Панаса Карабіневича                |                                        |                       |                                | |      |
| Кармелюка                          | Калічівка                 | Устима Кармелюка                   |                                        |                       |                                | |      |
| Київська                           | Залізничний               | Київська                           |                                        |                       |                                | Починається від вулиці Січових Стрільців і продовжуються вулицею Броварною. Одна з нових післявоєнних вулиць Чорткова. Перші будинки на ній з'явилися в середині 1950-х років. З 1958 року отримала назву Київської. |      |
| Князя Володимира Великого          | Кадуб                     | Князя Володимира Великого          |                                        |                       |                                | Починається від вулиці Степана Бандери і продовжуються автошляхом Т-2001. Розташована в районі ремзаводу (нині СЕ «Бортнедце»). З початку його будівництва інших вулиць там ще не було, хіба що Золотарка, але вона належала до села Біла. Перша назва вулиці — Будівельна, яку до того називали просто «Кадуб». Район ремзаводу-Кадубу раніше був невеликим присілком, а вже на початку XX століття став передмістям Чорткова. В роки незалежності Будівельна вулиця (найдовша у цьому районі) перейменована на Князя Володимира Великого. Храми: Церква святого рівноапостольного князя Володимира Великого, вул. Володимира Великого, 1. |      |
| Кобилянської                       | Калічівка                 | Ольги Кобилянської                 |                                        |                       |                                | |      |
| Коновальця                         | Кадуб                     | Євгена Коновальця                  | Гастелло                               |                       |                                | |      |
| Копичинецька                       | Калічівка                 | Копичинецька                       |                                        |                       |                                | |      |
| Копичинецька бічна                 | Калічівка                 | Копичинецька бічна                 |                                        |                       |                                | |      |
| Корольова                          | Синяково                  | Сергія Корольова                   |                                        |                       |                                | |      |
| Коротка                            | Центр                     | Коротка                            |                                        |                       |                                | |      |
| Котляревського                     | Центр                     | Івана Котляревського               |                                        |                       |                                | |      |
| Коцюбинського                      | Центр                     | Михайла Коцюбинського              |                                        |                       |                                | |      |
| Кривоноса                          | Кадуб                     | Максима Кривоноса                  |                                        |                       |                                | |      |
| Криницького-Дровняка               | Кадуб                     | Криницького-Дровняка               |                                        |                       |                                | |      |
| Крушельницької                     | Калічівка                 | Соломії Крушельницької             |                                        |                       |                                | |      |
| Левицького                         | Залізнична                | Леопольда Левицького               |                                        |                       |                                | |      |
| Лемківська                         | Кадуб                     | Лемківська                         |                                        |                       |                                | |      |
| Леонтовича                         | Синяково                  | Миколи Леонтовича                  |                                        |                       |                                | |      |
| Лепких                             | Кадуб                     | Братів Лепких                      |                                        |                       |                                | |      |
| Лепкого                            | Центр                     | Богдана Лепкого                    |                                        |                       |                                | |      |
| Лисенка                            | Калічівка                 | Миколи Лисенка                     |                                        |                       |                                | |      |
| Лісова                             | Бердо                     | Лісова                             |                                        |                       |                                | |      |
| Мазепи                             | Центр                     | Івана Мазепи                       |                                        |                       |                                | |      |
| Маковея                            | Кадуб                     | Осипа Маковея                      |                                        |                       |                                | |      |
| Маньовського                       | Центр                     | Остапа Маньовського                |                                        |                       |                                | |      |
| Мельника                           | Центр                     | Андрія Мельника                    |                                        |                       |                                | |      |
| Мельничука                         | Кадуб                     | Степана Мельничука                 |                                        |                       |                                | |      |
| Мистецька                          | Залізничний               | Мистецька                          |                                        |                       |                                | |      |
| Млинарська                         | Центр                     | Млинарська                         |                                        |                       |                                | |      |
| Молодіжна                          | Центр                     | Молодіжна                          |                                        |                       |                                | |      |
| Монастирська                       | Центр                     | Монастирська                       |                                        |                       |                                | |      |
| Монастирська бічна                 | Центр                     | Монастирська бічна                 |                                        |                       |                                | |      |
| Надбережна                         | Центр                     | Надбережна                         |                                        |                       |                                | |      |
| Надрічна                           | Залізничний               | Надрічна                           |                                        |                       |                                | |      |
| Наливайка                          | Центр                     | Северина Наливайка                 |                                        |                       |                                | |      |
| Незалежності                       | Центр                     | Незалежності                       |                                        |                       |                                | Починається від вулиці Тараса Шевченка і продовжується вулицею Ягільницькою. Транспорт: маршрутні таксі № 5, 8. |      |
| Нова                               | Калічівка                 | Нова                               |                                        |                       |                                | |      |
| Носса                              | Центр                     | Людвіга Носса                      | Павлика Морозова                       |                       |                                | Починається від вулиці Степана Бандери і продовжується нею. Носить ім'я бургомістра Людвіга Носса. У 1897 році на вулиці була заснована перша бібліотека Чорткова. Назву отримала у 1922 році з ініціативи тодішнього бургомістра Станіслава Міхаловського. Раніше називалася — Горбок. Установи: Чортківська міська дитячо-юнацька спортивна школа, вул. Носса, 2. |      |
| Об'їзна                            | Кадуб                     | Об'їзна                            |                                        |                       |                                | |      |
| Об'їзна бічна                      | Кадуб                     | Об'їзна бічна                      |                                        |                       |                                | |      |
| Огієнка                            | Кадуб                     | Івана Огієнка                      |                                        |                       |                                | |      |
| Ольжича                            | Кадуб                     | Олега Ольжича                      |                                        |                       |                                | |      |
| Орлика                             | Синяково                  | Пилипа Орлика                      |                                        |                       |                                | |      |
| Паркова                            | Центр                     | Паркова                            |                                        |                       |                                | |      |
| Петрушевича                        | Центр                     | Євгена Петрушевича                 |                                        |                       |                                | |      |
| Пігута                             | Центр                     | Дмитра Пігута                      |                                        |                       |                                | Починається від вулиці Степана Бандери і продовжується вулицею Остапа Маньовського. Колись називалася Шпитальною, пізніше Хрущова, відтак Василя Ульянова, тепер носить ім'я видатного педагога Дмитра Пітуги.. Установи: Чортківська міська стоматологічна поліклініка, вул. Д. Пігути, 31б. Чортківська центральна міська лікарня, вул. Д. Пігути, 31 Б. Чортківський центр первинної медико-санітарної допомоги, вул. Д. Пігути, 29. |      |
| Підгірна                           | Залізничний               | Підгірна                           |                                        |                       |                                | Починається від вулиці Броварної і продовжується вулицею Залізничною. Одна з нестарих вулиць колишньої Долішньої Вигнанки. Вона знаходиться під Вигнанською горою. |      |
| Підгірна Нова                      | Залізничний               | Підгірна Нова                      |                                        |                       |                                | |      |
| Підлісна                           | Центр                     | Підлісна                           |                                        |                       |                                | |      |
| Пітушевського                      | Центр                     | Володимира Пітушевського           |                                        |                       |                                | |      |
| Подільська                         | Центр                     | Подільська                         |                                        |                       |                                | |      |
| Полуботка                          | Синяково                  | Павла Полуботка                    |                                        |                       |                                | |      |
| Польова                            | Калічівка                 | Польова                            |                                        |                       |                                | |      |
| Проїзна                            | Залізничний               | Проїзна                            |                                        |                       |                                | |      |
| Пулюя                              | Центр                     | Івана Пулюя                        |                                        |                       |                                | |      |
| Рильського                         | Кадуб                     | Максима Рильського                 |                                        |                       |                                | |      |
| Ринок                              | Центр                     | Ринок                              |                                        |                       |                                | |      |
| Росляка                            | Центр                     | Михайла Росляка                    |                                        |                       |                                | |      |
| Рубчакової                         | Залізничний               | Катерини Рубчакової                |                                        |                       |                                | Починається від вулиці Залізничної і продовжується вулицею Надрічною. Колишня вулиця Кабльова (до 1951), опісля — Пархоменка. Виникла в середині XIX століття. Першим її жителем був польський садівник і квітникар Франк Кабель. У 1991 році, з нагоди 110-ї річниці від дня народження видатної української артистки і співачки Катерини Рубчакової, перейменовано в її честь, адже недалеко був будинок, в якому вона народилася. |      |
| Рудькова                           | Бердо                     | Рудькова                           |                                        |                       |                                | |      |
| Савки                              | Кадуб                     | Андрія Савки                       |                                        |                       |                                | |      |
| Сагайдачного                       | Синяково                  | Петра Сагайдачного                 |                                        |                       |                                | |      |
| Садова                             | Калічівка                 | Садова                             |                                        |                       |                                | |      |
| Середня                            | Залізничний               | Середня                            |                                        |                       |                                | Починається від вулиці Січових Стрільців і продовжуються вулицею Стрімкою. Давня вулиця Долішньої Вигнанки, відома ще з другої половини XVII століття. У 1949 році стала вулицею Пушкіна, а тепер їй знову повернуто стару назву. |      |
| Сингаївського                      | Синяково                  | Сингаївського Миколи               |                                        |                       |                                | |      |
| Синенького                         | Центр                     | Петра Синенького                   |                                        |                       |                                | Починається від вулиці Степана Бандери і продовжуються вулицею Дмитра Пігути. Одна з давніх вулиць Чорткова. Перша її назва — вулиця Тандитна. З кінця XIX століття вулиця називалася Бічна, а з 1948 року — Червоноармійська. У 1993 році була перейменована на вулицю Петра Синенького, великого патріота, одного з найвідоміших лікарів-українців у Чортківському окрузі. |      |
| Сірка                              | Синяково                  | Івана Сірка                        |                                        |                       |                                | |      |
| Січинського                        | Кадуб                     | Дениса Січинського                 |                                        |                       |                                | |      |
| Січових Стрільців                  | Залізничний               | Січових Стрільців                  |                                        |                       |                                | Починається від вулиці Білецької і продовжуються вулицею Тараса Шевченка. Старі її назви: Цвинтарна (з кінця XVII століття), Олега Кошового (з 1952 року), і теперішня назва з 1993 року. |      |
| Сковороди                          | Синяково                  | Григорія Сковороди                 |                                        |                       |                                | |      |
| Сліпого                            | Центр                     | Йосифа Сліпого                     |                                        |                       |                                | |      |
| Сонячна                            | Калічівка                 | Сонячна                            |                                        |                       |                                | |      |
| Сонячна Верхня                     | Калічівка                 | Верхня Сонячна                     |                                        |                       |                                | |      |
| Стефаника                          | Синяково                  | Василя Стефаника                   |                                        |                       |                                | |      |
| Стрімка                            | Залізничний               | Стрімка                            |                                        |                       |                                | |      |
| Стуса                              | Кадуб                     | Василя Стуса                       |                                        |                       |                                | |      |
| Тарнавського                       | Синяково                  | Мирона Тарнавського                |                                        |                       |                                | |      |
| Теліги                             | Залізничний               | Олени Теліги                       |                                        |                       |                                | |      |
| Теребовлянська                     | Синяково                  | Теребовлянська                     |                                        |                       |                                | |      |
| Героїв Маріуполя                   | Синяково                  | Героїв Маріуполя                   |                                        |                       |                                | До 2022 — Степана Тудора. |      |
| Удовиченка                         | Кадуб                     | Олександра Удовиченка              |                                        |                       |                                | |      |
| Українки                           | Центр                     | Лесі Українки                      |                                        |                       |                                | Свого часу — Каса Хорих. Одна з нестарих вулиць, і назву таку одержала тому, що у 1923 році на ній було закінчено будівництво і відкрито спеціальну установу, що так і називалася «Каса Хорих» (нині там пологовий будинок). Назву Українська одержала в 1951 році. |      |
| Франка                             | Центр                     | Івана Франка                       |                                        | Сокола                |                                | |      |
| Хичія                              | Центр                     | Івана Хичія                        |                                        |                       |                                | |      |
| Хмельницького                      | Центр                     | Богдана Хмельницького              |                                        |                       |                                | Починається від вулиці Тараса Шевченка і продовжується вулицею Лісовою. Колишня вулиця Майова, ще раніше — Садки. Це одна з найстаріших вулиць Старого Чорткова. Наприкінці XIX століття її перейменували на Майову, якою вона була до 1954 року. Тоді, з нагоди 300-річчя «возз’єднання України з Росією», міська рада перейменувала її на вулицю Богдана Хмельницького. Установи: КП «Парковий культурно-спортивний комплекс», вул. Богдана Хмельницького, 79. |      |
| Церковна                           | Центр                     | Церковна                           |                                        |                       |                                | |      |
| Богдана Гаврилишина                | Кадуб                     | Богдана Гаврилишина                |                                        |                       |                                | До 2022 — Петра Чайковського. |      |
| Червоний Берег                     | Калічівка                 | Червоний Берег                     |                                        |                       |                                | |      |
| Чортківська                        | Кадуб                     | Чортківська                        |                                        |                       |                                | Починається від вулиці Білецької і продовжуються вулицею Леопольда Левицького. Одна з давніх вулиць Долішньої Вигнанки (тепер залізничний мікрорайон міста). Відома в документах з початку XIX століття, іншої назви не мала. |      |
| Чубинського                        | Кадуб                     | Петра Чубинського                  |                                        |                       |                                | |      |
| Шашкевича                          | Кадуб                     | Маркіяна Шашкевича                 |                                        |                       |                                | |      |
| Шевченка                           | Центр                     | Тараса Шевченка                    |                                        |                       |                                | |      |
| Шеремети                           | Кадуб                     | Петра Шеремети                     |                                        |                       |                                | |      |
| Шкільна                            | Центр                     | Шкільна                            |                                        |                       |                                | Починається від вулиці Івана Хичія і продовжуються вулицею сім'ї Юрчинських. Колишня Ремісницька. У документах за 1585 рік згадується бондар Петро Ничко, а за 1592 — Павло Солтис. У 1902 році в зв’язку з появою на цій вулиці школи з польською мовою навчання імені королеви Ядвіги Ремісницьку було перейменовано на Шкільну. Тепер три розгалуження, які має вулиця, носять окремі назви — Хичія, сім'ї Юрчинських і Шкільна. |      |
| Шопена                             | Залізничний               | Фредеріка Шопена                   |                                        |                       |                                | Починається від вулиці Січових Стрільців і продовжуються вулицею Середньою. Стала називатися так з 1910 року з нагоди сторіччя з дня народження Фридерика Шопена. До того часу мала назву Глибинна. Цю вулицю польська інтелігенція міста назвала так тому, що у цей час в Чорткові виникло перше у Галичині музичне товариство ім. Шопена при «Соколі». |      |
| Шопена бічна                       | Залізничний               | Фредеріка Шопена бічна             |                                        |                       |                                | |      |
| Шухевича                           | Кадуб                     | Романа Шухевича                    |                                        |                       |                                | |      |
| Юрчинських                         | Центр                     | Сім'ї Юрчинських                   |                                        |                       |                                | |      |
| Ягільницька                        | Кадуб                     | Ягільницька                        |                                        |                       |                                | |      |
| Яремчука                           | Калічівка                 | Назарія Яремчука                   |                                        |                       |                                | |      |
| Ясна                               | Залізничний               | Ясна                               |                                        |                       |                                | |      |

## Провулки
| Назва за абеткою | Розташування (мікрорайон) | Сучасна офіційна назва | Радянська назва (1939—1941, 1944—1991) | За Польщі (1920—1939) | За Австро-Угорщини (1867—1918) | Відомості | Фото |
| ---------------- | ------------------------- | ---------------------- | -------------------------------------- | --------------------- | ------------------------------ | --------- | ---- |
| Водний           |                           | Водний                 |                                        |                       |                                |           |      |
| Граничний        | Калічівка                 | Граничний              |                                        |                       |                                |           |      |
| Копичинецький    | Синяково                  | Копичинецький          |                                        |                       |                                |           |      |
| Шухевича         |                           | Романа Шухевича        |                                        |                       |                                |           |      |
| Шопена           | Залізничний               | Фредеріка Шопена       |                                        |                       |                                |           |      |